# Resource Breakdown Structure
Pour les articles homonymes, voir RBS.
Dans le cadre de la gestion de projet, le Resource Breakdown Structure (RBS) est une liste ordonnée de ressources classée par fonction et type de ressources ; le RBS est notamment utilisé pour la planification et le suivi de projet. Le RBS est une prolongation de l'OBS.

## Définition
Il contient au minimum les besoins en ressource de personnel nécessaires à la réussite du projet, et il contient idéalement toutes les autres formes de ressources disponibles en quantité limité sur le projet, c'est-à-dire celles qui sont dépensées. On pourra lister par exemple le personnel, les machines, les outils, les équipements, les licences informatiques, les matériaux, les frais...
En théorie, seules les ressources chiffrables dans un budget sont listées, mais on peut inclure les zones d'atelier indisponibles durant les travaux si elles induisent un manque à gagner.
Pour la ressource humaine, il est recommandé d'assigner nominativement les ressources s'il n'y a pas d’interchangeabilité possible, et par métier, département et division géographique si c'est possible. Par exemple Ingénieur électronique département véhicule électrique secteur Haut de France.

## Utilisation
Chaque ressource est affectée à un pourcentage d'occupation, ce qui permet de vérifier qu'une ressource ne sera pas en dépassement. Le chiffrage d'un projet s'appuie sur les occupations des ressources, en multipliant par le taux horaire de chacune.
Le tableau RBS est croisé avec le tableau des WBS afin d'affecter les ressources par lot de travaux.
L'affectation des RBS est souvent de la responsabilité directe du chef de projet, parfois sous celle du planificateur spécialement affecté à la gestion de l'outil de projet. Cette tâche nécessite une vision d'ensemble et de haut niveau sur le projet.

## Normalisation
Cet usage est notamment encouragé par certaines normes ISO.